# Libia en los Juegos Paralímpicos de Río de Janeiro 2016
Libia estuvo representada en los Juegos Paralímpicos de Río de Janeiro 2016 por tres deportistas, dos mujeres y un hombre. El equipo paralímpico libio no obtuvo ninguna medalla en estos Juegos.